# Luteină
Luteina este un compus organic din clasa xantofilelor și una dintre caroteinoidele răspândite în natură. Compusul este biosintetizat strict de către plante, fiind regăsit în legume cu frunze verzi, precum spanacul, varza, dar și morcovii galbeni. 
La animale, luteina se obține doar prin ingestia de material vegetal. La om, în retină, luteina este absorbită din sânge în mod specific în macula lutea, deși rolul său exact în organism este necunoscut.
Luteina este izomer cu zeaxantina, fiind diferențiate doar prin poziția dublei legături. Luteina și zeaxantina sunt izomerizate la nivelul organismului printr-un intermediar denumit meso-zeaxantină.

## Activitate biologică
Există dovezi epidemiologice preliminare care arată faptul că mărirea aportului de luteină și zeaxantină scade riscul de dezvoltare a cataractei.